# Кленике
Кленике (на сръбски: Кленике или Klenike) е село в община Буяновац, Пчински окръг, Сърбия.

## История
Църквата „Света Параскева“ е от 1858 година.
По време на българското управление в Поморавието в годините на Втората световна война, Игнат Вълчев Тотев от Ловеч е български кмет на Кленике от 22 август 1941 година до 22 юни 1942 година. След това кметове са Григор П. Марков от Щип (22 юни 1942 - 22 май 1943), Станчо П. Петков от Прелез (23 септември 1943 - 12 август 1944) и Тодор Ценов Вълчев (12 август 1944 - 9 септември 1944).

## Население
- 1948 – 164
- 1953 – 251
- 1961 – 247
- 1971 – 223
- 1981 – 213
- 1991 – 209
- 2002 – 268

## Етнически състав
(2002)
- 268 (100%) – сърби